# 428 (číslo)
Čtyři sta dvacet osm je přirozené číslo. Následuje po číslu čtyři sta dvacet sedm a předchází číslu čtyři sta dvacet devět. Římskými číslicemi se zapisuje CDXXVIII a řeckými číslicemi υκη.

## Matematika
428 je:
- Deficientní číslo
- Složené číslo
- Nešťastné číslo

## Astronomie
- (428) Monachia je planetka hlavního pásu, kterou objevil v roce 1897 Walter Augustin Villiger

## Roky
- 428
- 428 př. n. l.